# Singani (Grande Comore)
Singani ist ein Ort auf der Insel Grande Comore im Archipel der Komoren. Der Ort erlitt schwere Verwüstungen durch einen Vulkanausbruch im April 1977.

## Geographie
Der Ort liegt an der westlichen Südküste der Insel zwischen Mitsoudjé und Hamsaoua im Norden und Mbambani. Die RN 2 verbindet die Orte.

## Vulkanausbruch 1977
Im April 1977 verwüstete ein Vulkanausbruch mehr als 57 % des Gebiets. Im Ortsgebiet verliefen Lavaströme und es bildeten sich Felsrasen. Die Eruption berührte den Süden des Ortes, so dass durch die lose Asche auch keine Möglichkeit mehr bestand, Straßen anzulegen.
Erst 1980 konnte der Abgeordnete der Region Hambou Soulé Abderemane, nach einer heftigen Debatte in der Unionsversammlung ein Budget erstreiten um die Ascheschichten zu terrassieren und den Bewohnern die Möglichkeit zur Wiederansiedlung zu geben. Singani hieß früher «ndrubini». Das ursprüngliche Dorf lag in der Nähe von Mbabani und wurde bereits 1497 einmal durch einen Vulkanausbruch zerstört. Die Dorfbewohner siedelten sich daraufhin an der heutigen Stelle an.
Im Zuge der Terrassierungsarbeiten drängte Soulé Abderemane, auch einen Fußballplatz für die Jugendlichen anzulegen. Das Stadium trägt seinen Namen: „Stade Abdérémane“.
Im Ort befindet sich die Moschee Cheikh Mbelizi.

## Klima
Nach dem Köppen-Geiger-System zeichnet sich Singani durch ein tropisches Klima mit der Kurzbezeichnung Af aus.